# 威廉·萨默塞特·毛姆
威廉·薩默塞特·毛姆, CH（英語：William Somerset Maugham，IPA：/mɔːm/，1874年1月25日—1965年12月16日），英国現代小說家、劇作家。他是那个时代最受欢迎的作家之一，据说是20世纪30年代收入最高的作家。
毛姆的父母在他10岁之前就去世了，他由一个情感淡漠的叔叔领养。他不想像家里的其他人一样成为一名律师，所以他接受了培训，取得了医生的资格。他的第一部小说《兰贝斯的丽莎》（1897年）首期销售速度惊人，以至于他放弃了医学，转而全职写作。
第一次世界大战期间，他曾在红十字会和救护队服役，1916年被招募加入英国秘密情报局，曾在瑞士和俄罗斯为其服务，直到1917年十月革命。战争期间和战后，他游历了印度和东南亚，这些经历被反映在其后来的短篇故事和小说中。

## 生平
毛姆生於巴黎的英國大使館，他的父亲罗伯特·奥蒙德·毛姆是一名律师，负责英国驻巴黎大使馆的法律事务。因为法国法律宣布所有在法国本土出生的孩子都可能被徵召入伍，他安排毛姆在大使馆出生，严格意义上说就是在英国本土。他的祖父罗伯特也是一位杰出的律师，是英格兰和威尔士法律协会的创始人之一。毛姆在他的文学回忆录《总结》的第六章中提到了这位祖父的作品：“……在大英博物馆图书馆的目录中有一长串他的法律作品。他只写了一本不属于这类型的书。这是一本文集，他为当时杂志投稿，并為了保持他的穩重以匿名的方式发表。有一次，我手里拿着這本书，是用小牛皮装订的，很好看，但我从来没有读过它，从那以后，我再也没能得到一本。我希望我有，因为我本可以从中一探他的人生。”
他的家人以为毛姆和他的兄弟们会成为律师。他的哥哥弗雷德里克·毛姆（弗雷德里克·毛姆，毛姆子爵一世）的法律职涯成就斐然，并在1938年至1939年期间担任大法官。
毛姆的母亲伊迪丝·玛丽（Edith Mary，原名斯内尔[Snell]）患有结核病。毛姆的三个哥哥中最后一个出生几年后，她生下了毛姆。毛姆三岁时，他的哥哥们已经离开家里上了寄宿学校。
伊迪丝的第六个也是最后一个儿子死于1882年1月25日，也就是他出生后的第二天，毛姆8岁生日那天。六天后，伊迪丝死于肺结核，享年41岁。母亲的早逝给毛姆留下了精神创伤。悲傷的毛姆遂把她的一幅相片保留在床邊直到自己逝世。伊迪丝去世两年后，既毛姆10岁，他的父亲因癌症在法国去世。毛姆繼承了一筆每年300鎊的遺產。
毛姆在父母去世后就被送到英国，由他的叔叔、肯特郡惠斯塔布教区牧师亨利·麦克唐纳·毛姆照料。这个变化对于毛姆是致命的。他在孩童时代就读于坎特伯雷国王学校，对他来说充满了痛苦。他因为英语不好（法语是他的第一语言）和从父亲那里继承来的矮小身材而受到嘲笑。因此毛姆患上了口吃结巴，尽管病情受他情绪和环境的影响断断续续，却伴随了他一生。年轻的毛姆在他叔叔的牧师公馆和学校裡都过着悲惨的生活，因而培养了一种对那些令他不快的人极尽讽刺的才能。这种能力有时反映在毛姆的文学人物身上。
16岁时，毛姆拒绝继续在国王学院学习。他叔叔允许旅居德国，在海德堡大学学习文学、哲学和德语。在海德堡的那一年，毛姆结识了比他大十岁的英国人约翰·埃林厄姆·布鲁克斯，并与他发生了性关系。他还在那里写了他的第一本书，一本关于歌剧作曲家梅耶貝爾的传记。
毛姆回到英国后，他的叔叔给他在一家会计事务所找到了一份工作，但一个月后毛姆就放弃了这份工作，回到了惠特斯塔布尔。他叔叔试图给毛姆找一份新的工作。毛姆的父亲和三个哥哥都是杰出的律师；然而毛姆对这个行业并不感兴趣。由于口吃的牧师可能会让这个家庭显得可笑，他也无法进入教堂工作。他的叔叔也拒绝了公务员职位，并不是考量了这个年轻人的感情或兴趣，而是他认为公务员不再是绅士的职业，因为新法律要求申请人必须通过入学考试。当地医生建议毛姆从事医疗行业，毛姆的叔叔同意了。
毛姆从15岁起持续写作，并有心成为一名作家，但他没有告诉他的监护人。在接下来的五年里，他在位于兰贝斯的医学院学习医学。这所学校当时是独立的，但现在是伦敦国王学院的一部分。
1897年醫科畢業後毛姆成為婦產科醫生，並以自己的經驗創作了第一部長篇小說《蘭貝斯的麗莎》。此後棄醫從文，毛姆開始寫作，一寫就七十年。《人性的枷鎖》（Of Human Bondage）是毛姆的代表作，帶有自傳色彩。
1947年设立毛姆文学奖，这项年度英国文学奖奖励35岁以下的优秀作家，奖金为12,000英镑。

## 主要作品
- 《人性的枷锁》（Of Human Bondage，1915）
- 《月亮和六便士》（The Moon and Sixpence，1919）
- 《面纱 (小说)》（The Painted Veil，1925）
- 《秘密情報員》（Ashenden，1928）
- 《尋歡作樂》（1930）
- 《劇院》（1937）（Theatre，1937）
- 《巴黎的異鄉人》（1939）
- 《刀锋》（The Razor's Edge，1943）

## 在线版本
- Liza of Lambeth （页面存档备份，存于）

## 十大小說
毛姆在《世界十大小說家及其代表作》一書中將以下書本列名為世界十大文學名著：
- 《戰爭與和平》（托爾斯泰，1865年到1869年）
- 《高老頭》 （巴爾扎克，1835年）
- 《湯姆·瓊斯》（亨利·菲爾丁，1749年）
- 《傲慢與偏見》（珍·奧斯汀，1813年）
- 《紅與黑》（司湯達，1830年）
- 《咆哮山莊》（艾米莉·勃朗特，1847年）
- 《包法利夫人》（福樓拜，1856年）
- 《大衛·科波菲爾》（查爾斯·狄更斯，1849年至1850年）
- 《卡拉馬佐夫兄弟》（杜斯妥也夫斯基，1880年）
- 《白鯨記》（赫爾曼·梅爾維爾，1851年)